# Бабчук Антон Анатолійович
Антон Анатолійович Бабчук (рос. Антон Анатольевич Бабчук; 6 травня 1984, м. Київ, СРСР) — російський хокеїст, захисник.
За походженням українець. Вихованець хокейної школи «Сокіл» (Київ). Виступав за «Елемаш» (Електросталь), «Ак Барс» (Казань), СКА (Санкт-Петербург), «Норфолк Адміралс» (АХЛ), «Чикаго Блекгокс», «Лоуелл-Лок Монстерс» (АХЛ), «Кароліна Гаррікейнс», «Обані Рівер-Ретс» (АХЛ), «Авангард» (Омськ), «Калгарі Флеймс», «Донбас» (Донецьк), «Салават Юлаєв» (Уфа), «Торпедо» (Нижній Новгород), «Атлант» (Митищі).
В чемпіонатах НХЛ — 289 матчів (36+71), у турнірах Кубка Стенлі — 13 матчів (0+1).
У складі юніорської збірної Росії учасник чемпіонатів світу 2001 і 2002.
Досягнення
- Володар Кубка Стенлі (2006)
- Переможець юніорського чемпіонату світу (2001), срібний призер (2002)
- Учасник матчу усіх зірок КХЛ (2010).